# Gerhard Kaminski
Gerhard Kaminski (* 19. September 1925 in Steinau an der Oder) ist ein deutscher Psychologe. Er war ordentlicher Professor für Psychologie an der Universität Tübingen.

## Werdegang
Gerhard Kaminski, Sohn von Gertrud Kaminski, geborene Pfeiffer, und des Regierungsrats Ernst Kaminski, besuchte die Oberschule und ein Gymnasium in Berlin, studierte ab 1947 Psychologie in Berlin, zunächst an der Humboldt-Universität, dann an der Freien Universität, wo er 1952 sein Diplom erwarb. Danach arbeitete er als wissenschaftlicher Assistent, wurde 1958 zum Doktor der Philosophie promoviert und habilitierte sich 1968. 1962 war er Akademischer und 1968 Wissenschaftlicher Rat an der FU Berlin geworden.
Von 1968 bis zu seiner Emeritierung 1990 war er ordentlicher Professor auf dem Lehrstuhl für Allgemeine und Ökologische Psychologie an der Universität Tübingen.
Er führte 1975/76 die Studienreformkommission für das Fach Psychologie im Land Baden-Württemberg an und war 1976 bis 1984 Gutachter für die Deutsche Forschungsgemeinschaft.
Gerhard Kaminski ist evangelisch, hatte 1954 Gerda Bosdorf geheiratet und bekam drei Kinder (Katharina, Claudia und Sebastian).

## Arbeitsgebiete
Inhaltlich arbeitet Kaminski vorwiegend auf den Gebieten der Sportpsychologie und der Architekturpsychologie.
Im empirischen Vorgehen und in der Theoriebildung ist Kaminski der Perspektive der Ökologischen Psychologie in der Folge von Roger Barlock Barker, von Urie Bronfenbrenners ökosystemischem Ansatz und von Egon Brunswik verpflichtet. Der Schwerpunkt von Kaminskis Arbeit liegt auf der Weiterentwicklung und Verfeinerung dieses Ansatzes, wobei er auch handlungstheoretische Überlegungen integriert. Kaminskis Ziel ist die Etablierung einer psychologischen Ökologie in Analogie zur biologischen Ökologie.

## Veröffentlichungen (Auswahl)
- Betrachtungen über die theoretischen Grundlagen psychologischen Diagnostizierens. Lüttke, Berlin 1959, zugleich: Dissertation, Freie Universität Berlin, 5. Februar 1958
- Das Bild vom Anderen. Luettke, Berlin 1959.
- Verhaltenstheorie und Verhaltensmodifikation. Entwurf einer integrativen Theorie psychologischer Praxis am Individuum. Klett, Stuttgart 1970.
- (als Herausgeber): Umweltpsychologie. Perspektiven, Probleme, Praxis. Klett, Stuttgart 1976, ISBN 3-12-924810-2.
- (zusammen mit Reinhardt Mayer/Bernd A. Ruoff): Kinder und Jugendliche im Hochleistungssport. Eine Längsschnittuntersuchung zur Frage eventueller Auswirkungen. Hofmann, Schorndorf 1984 (Schriftenreihe des Bundesinstituts für Sportwissenschaft, Band 54), ISBN 3-7780-8541-7.
- (als Herausgeber): Ordnung und Variabilität im Alltagsgeschehen. Hogrefe, Göttingen 1986, ISBN 3-8017-0226-X.
- Sport, Handeln und Umwelt: Ausgewählte Beiträge. Attempto-Verlag, Tübingen 2006 (Sport in der heutigen Zeit, Band 5), ISBN 3-89308-383-9.